# 漂着者
『漂着者』（ひょうちゃくしゃ）は、2021年7月23日から9月24日までテレビ朝日系「金曜ナイトドラマ」枠で放送されていた秋元康・企画・原作・脚本によるテレビドラマ。主演は斎藤工。

## あらすじ
海岸に全裸で漂着した記憶喪失の男性「ヘミングウェイ」の周辺で起こる不可解な事件を描くミステリー。

## キャスト

### 主要人物
ヘミングウェイ
演 - 斎藤工
本作の主人公。新潟県の浦野海岸に全裸で漂着した記憶喪失の男性。発見時に発した「勝者には何もやるな」という言葉から、「ヘミングウェイ」と呼ばれるようになる。左の足首に、鳥が羽を広げたような柄のタトゥーがある。
スケッチブックに描いた風景画が、後に失踪した女児が発見された現場と酷似していたのをSNSで拡散され、予知能力があるのではないかと世間から注目される。
新谷詠美（しんたに えみ）〈28〉
演 - 白石麻衣（幼少期：心美）
新潟北陸新聞社 社会部の記者。女児連続殺人事件と予知能力があると噂されるヘミングウェイを取材し、彼と惹かれ合っていく。
幼い頃は両親と3人で暮らしていたが、自公党の平塚幹事長の関与が噂されていた県道拡張工事に絡む収賄事件で父・浩一が警察に逮捕され拘置所で自殺し、さらに後日、母も首吊り自殺を図ったことで孤児となる。地方議員であった父が警察の取り調べで何も語らないまま亡くなったことに疑問を抱き、「真実を知ること」に人一倍こだわるようになった。
1400年前、足首に羽の紋様が描かれた一族が日出ずる国から百八十海里離れた島に移住し、乱世を生き延びるよう聖徳太子から命令されており、平安の世が再び乱世となったときに予言の力を持つ血を受け継ぐ者が海を渡るであろうと「倭人記」という古文書に書かれていたことを取材から突き止める。

### 新潟医療大学病院
ヘミングウェイが保護された新潟市内の大学病院。
国原栄一（くにはら えいいち）〈57〉
演 - 船越英一郎（特別出演）（ep,1 - ep,4・ep,7）
精神科教授。漂着したヘミングウェイの担当医。女児失踪事件での予知や後宮のゲノム解析を解明する不思議な力をもつヘミングウェイに興味を持ち、彼のことを調べ始めるが、病院の霊安室で両手をクロスに組み、両目、口、耳を糸で縫われた遺体となり発見される。

### しあわせの鐘の家
病や経済的な理由など、様々な事情で生活に困っている人たちを保護しているNPO法人。
ローゼン岸本（ローゼン きしもと）〈47〉
演 - 野間口徹
NPO法人主宰。ヘミングウェイの身元引受人。彼のことを1400年以上待ち続けていたと告げる。
誰に対しても丁寧な口調で話し、常に温和な表情を浮かべているが、ヘミングウェイの動向を母方のいとこである古市に知らせたり、「すみれの幼稚園」から誘拐された子供たちが乗っていた送迎バスを「しあわせの鐘の家」の敷地内に埋めて隠すなど不穏な動きを見せる。
ヘミングウェイからの「あなたは何者なのか」という問いかけに対し、胸元全体にヘミングウェイと同じ柄のタトゥーが彫られているのを彼に曝け出す。
後日、第六感の遺伝子を持つ人間だけが暮らす｢常世｣の島から、国が滅びそうになった時に島一番の能力を持つ男が岬の突端より海へ飛び込み、本土を目指す言い伝えがあり、ローゼンの一族は海を渡った預言者を迎えて14人の使徒と｢始まりの鐘｣を鳴らす使命があることをヘミングウェイに告げる。

### 新潟県警
柴田俊哉（しばた としや）〈53〉
演 - 生瀬勝久
捜査一課の刑事。女児連続殺人事件を捜査し、ヘミングウェイが何らかの形で事件に関与しているのではないかと疑っている。12年前に娘のひかりと公園で遊んでいた際に見失い、そのまま行方不明になっており、ヘミングウェイの予知能力がもし本物で娘の所在を教えてもらえるのならば、彼が仮に事件の犯人だとしても見逃そうと考えている。
野間健太（のま けんた）〈29〉
演 - 戸塚純貴
捜査一課の若手刑事。柴田の部下。語尾に「っス」と付けて話す癖があり、柴田に注意されても直さない。
谷口昇（たにぐち のぼる）〈52〉
演 - 土佐和成（ep,2 - ep,4・ep,6 - ep,8）
捜査一課の刑事。後宮や国原の死亡事故を捜査していたが、既に柴田が後宮が自殺、国原はプロによる犯行と目星をつけていたことを野間から指摘され、柴田の仕事の速さに脱帽する。
佐々木文雄（ささき ふみお）
演 - 岩谷健司
捜査一課長。かつて上層部の不正を内部告発した正義漢。高血圧の抑制のために生の玉ネギを丸かじりする時がある。
ヘミングウェイが瞑想しているSNSの動画を視聴すると、無意識のうちに都内の古市の邸宅に警官隊を動員し、ペレゾフスキーたちに攻撃され窮地に陥っていた柴田と野間に加勢、ペレゾフスキーたちを制圧し、邸宅に監禁されていた13名の園児と詠美の救出に一役買う。
娘の一恵が誘拐されてしまい、自宅マンションで涙する妻の百合絵を励ましていた時にチャイムが鳴ったことから玄関先を確認すると、そこには娘のランドセルが置かれてあり、自宅に向かって「佐々木家」と書かれた葬儀や通夜の会場を指さしの図柄で道案内する張り紙が渡り廊下一面に貼られているのを目撃し、絶叫する。

### Readers
ヘミングウェイを海岸で発見した浦野高校の女子高生3人組。
ラぺ
演 - 太田奈緒
海岸に漂着したヘミングウェイをスマホで撮影した動画をSNSで拡散し、その動画がバズると「ヘミちゃんねる」を開設、引き続き彼の動画をSNSに投稿し続ける。
ペリ
演 - 隅田杏花（ep,1 - ep,4）
お団子頭の女生徒。モルと入れ替わるようにヘミングウェイの前に現れなくなったことをReadersの残りのメンバーにヘミングウェイが確認すると、親が厳しく勉強するために現れなくなったとラぺが返答する。
リモ
演 - 吉田志織
眼鏡をかけた女生徒。
モル
演 - 生越千晴（ep,5 - ）
浦野高校のReadersの同級生。ペリと入れ替わりReadersの残りの二人と行動を共にする。

### 新潟北陸新聞社
詠美が勤務する新聞社。
橋太（はし ふとし）〈54〉
演 - 橋本じゅん
社会部のキャップ。詠美の上司。ヘミングウェイや彼の周りで起こる事件の取材にのめり込む詠美に深入りしないよう忠告する。
橋が総理官邸で宮部総理の左の首筋を鉛筆で突き刺し殺害する未来をヘミングウェイが予知したと詠美から教えられると、翌日新聞社を急遽退職してしまう。
詠美の問いかけに総理暗殺の意思があったことを否定するものの、一方で過去に新潟で発生した汚職事件の真の黒幕が宮部総理であることを取材から突き止めており、彼のような人物に日本を任せてはいけないという考えを持っていたことを詠美に教え、記者として糾弾する標的がいなくなったことから退社を決めたと答える。しかし、別れ際に詠美に渡した鉛筆の芯が鋭利な金属に差し替えられており、詠美は橋が総理暗殺の意思が有ったことを暗に認めたことを悟る。

### 雲行寺
女児失踪事件の発生したショッピングモール近くにある寺。
深見龍之介（ふかみ りゅうのすけ）〈57〉
演 - リリー・フランキー（友情出演）（ep,1・ep,6・ep,8）
住職。7年前と3年前に発生した女児失踪事件の容疑者として取り調べられ、二度とも不起訴になっている。

### その他
古市琴音（ふるいち ことね）
演 - シシド・カフカ（ep,3 - ep,5）
ヘミングウェイの婚約者を名乗る着物姿の女性。都内の豪邸に在住。右手腕の内側にヘミングウェイと同じ柄のタトゥーが入っている。詠美の新聞社でのインタビューに対し、ヘミングウェイの婚約者だが「彼の本名は知らない」と話す一方で、「婚約していたのは1400年前」と平然と言ってのける。
裏で母方のいとこであるローゼン岸本やペレゾフスキーたちと繋がりがあり、「すみれの幼稚園」から誘拐した13名の園児や、探りを入れてきた詠美を自邸の蔵に監禁していたが、救出に現れたヘミングウェイをナイフで襲おうとしたレオンチェヴァから彼を庇おうとし、背中を刺されてしまう。最期は先祖代々にわたってヘミングウェイとの出逢いを待ち望んでいたことを明かし、彼の本名を知ることができないまま亡くなる自身の不運を嘆きながら息絶える。

### ゲスト

#### ep,1
松園遥香〈4〉
演 - 鈴木結和（ep,2・ep,3・ep,8）
ショッピングモールの地下駐車場で行方不明となった女児。後に工事中の下水道に転落しており、下水道の中を10km歩き続け、那瀬川の河口へと移動していたのをヘミングウェイの描いた絵を基に捜索され発見、救出される。その後、お礼のためにヘミングウェイの病室に見舞いに現れ、彼の前で両手をクロスに組んで挨拶する。
お礼のための行事にヘミングウェイを「浦野西幼稚園」に招待した後日、夕方に友達と公園で遊んでいると『きらきら星』が自動演奏されるピアノが乗せられた箱型荷台のトラックを見つけ、その荷台に乗り込んだところ閉じ込められて何者かに誘拐されるが、ヘミングウェイが予知して描いた絵を基に柴田が思い当たる酒蔵跡地を捜索すると、酒樽の中で猿轡をされ、後ろ手に縛られていたのを発見、保護される。
ローゼン曰く｢始まりの鐘｣を鳴らす「14人の使徒」のひとりで、その使命に既に覚醒していることがヘミングウェイに告げられる。
松園真弓
演 - 西山繭子（ep,2・ep,3・ep,8）
遥香の母親。マスコミやネットから娘の失踪の真犯人扱いをされてしまう。遥香が見つかるとヘミングウェイが遥香の居場所を予知していたことを伝え知り、お礼のために娘と共に彼の病室を訪ねる。
遥香が再び行方不明になると、ヘミングウェイの予知能力で娘を探してもらうため「しあわせの鐘の家」をReadersとともに訪れる。
医師
演 - 佐藤まんごろう
新潟医療大学病院の医師。漂着したヘミングウェイの精密検査を行い、彼が海を長時間泳ぎ続け激しく体力を消耗していた診察結果を下す。
制服警官
演 - 水野智則
新潟県警の制服警官。ヘミングウェイの発見者である女子高生3人組に事情聴取する。

詠美の母
演 - 松長ゆり子（ep,3 - ep,5）
自宅から収賄容疑で逮捕、連行される父を見て不安がる詠美を抱きしめる。後日、自宅でヴァルトシュタインの楽曲『逃れられぬ運命』のレコードをかけながら首つり自殺しているのを詠美に発見される。
コメンテーター
演 - 吉田ウーロン太
情報番組「ウェイク アップ トゥデイ」のコメンテーター。予知したような風景画を描いていたことから、女児・松園遥香の失踪事件へのヘミングウェイの関与を疑うコメントをする。
リポーター
演 - 刈川くるみ（ep,2 - ep,4）
情報番組「ウェイク アップ トゥデイ」のリポーター。情報番組で女児失踪事件をリポートする。
情報番組の司会者
演 - 三上大樹（テレビ朝日アナウンサー）（ep,3・ep,4 - ep,6）
情報番組「ウェイク アップ トゥデイ」の男性司会者。
情報番組のアシスタント
演 - 佐藤ちひろ（テレビ朝日アナウンサー）（ep,4 - ep,6）
情報番組「ウェイク アップ トゥデイ」の女性アシスタント。
後宮徳治郎〈72〉
演 - 越村公一（ep,2 - ep,4・ep,6・ep,7）
上越工科大学 教授。遺伝子工学では世界的に有名な研究者。新潟医療大学病院に入院中、エレベーターで遭遇したヘミングウェイの左足首のタトゥーを見て動揺し、彼にロシア語で「着いたのか!?」と語り掛ける。そして退院を翌日に控えた日の朝、病室の壁一面に謎の図式を書き殴り、大学病院の外階段で両手をクロスに組み粘着テープで固定した状態で首を吊った姿で発見される。死因が窒息死で、他殺の証拠が発見されていない事から、鑑識の見立てで「自殺」とされる。

#### ep,2
市川妙子〈7〉
演 - 髙梨凜紗（ep,8）
バレエ教室の帰りに行方不明となった女児。越後丘公園の池の中から遺体で発見される。
望月、木村
演 - 菅原永二（ep,4・ep,5）、宮崎秋人（ep,4）
公安の刑事。「きみやす電気工事」の作業員を装い、仮想通貨の出所不明の入金から「しあわせの鐘の家」を、座礁した工作船から逃げ出した某国の工作員の疑いからヘミングウェイを監視する。
ローゼン岸本をマークしており、彼が古市とつながりがあることを突き止めるが、古市から外務省 欧州局 ロシア課経由で警察上層部に圧力をかけられ、これまでの捜査情報の廃棄を命令された上、古市たちの内偵捜査から撤退する。
古郡俊哉
演 - 森準人（ep,3・ep,4）
上越工科大学 准教授。後宮の助手。後宮がモスクワの大学に留学などし「第六感」に関係する遺伝子を研究していたと国原に教える。
国原の死後、謎のロシア人から後宮の研究データを渡すよう迫られたことから身の危険を感じ逃亡を図り、国原から連絡先を紹介されていた詠美に接触、後宮の研究が旧ソビエトの超能力研究に関わった秘密機関の残党たちから狙われていること、アジアの一部の地域に「第六感」を持つ民族がいたことを告げ、国原から渡されていた後宮の病室の壁に殴り書きされた「第六感」に関係するゲノム解析の写真と、後宮の研究データが記録されたUSBメモリーを彼女に託す。その後、再び逃亡するが、大学に在籍していた痕跡を完全に抹消された上、背中をナイフで刺され殺害される。
医師
演 - 松山傑
新潟医療大学病院の医師。病院の霊安室で遺体の身元を説明した際、安置されているはずの高齢女性でなく、両目、口、耳を糸で縫われた国原の遺体であったことから驚愕する。

#### ep,3
西田
演 - 小池唯
遥香の通う「浦野西幼稚園」さくら組の教諭。遥香がヘミングウェイにお礼をするための行事に対応する。
メニャ・ザヴト・ペレゾフスキー
演 - マキシム・コレニック（ep,4・ep,5）
モスクワの大学で遺伝子研究をしていたと名乗る大柄なロシア人男性。上越工科大学の後宮の研究室を訪れ、後宮と共同研究していたデータを受け取りに来たと古郡に告げるが、背広の胸元に拳銃を忍ばせていたのを古郡に目撃され逃亡される。
後日、覆面を被り詠美のマンションに侵入し、詠美が古郡から託された後宮教授の研究データが記録されたUSBメモリーを強奪、詠美も拉致しようするが、ヘミングウェイからの通報で駆け付けた柴田に拉致を阻止される。
「すみれの幼稚園」の13名の園児たちが誘拐され、古市の邸宅に監禁されると軍服姿で現れ、園児や詠美の救助に現れた柴田たちやヘミングウェイの行く手を遮ろうとするが、後に加勢に現れた佐々木捜査一課長が動員した警官隊に制圧される。その後、連行される警察車両の中で口の中に忍ばせていた毒物入りのカプセルを噛み砕き自決する。
クミ・レオンチェヴァ
演 - 南部麻衣（ep,4・ep,5）
ペレゾフスキーの通訳の女性。後宮の研究データ提出を古郡が拒み逃亡を図ると、無線を通じて彼が逃亡したことを何者かに通信、伝達する。
後日、詠美のマンションにUSBメモリーを強奪に現れたペレゾフスキーを車で待ち構えていた。
ペレゾフスキーと同じく古市の邸宅に軍服姿で現れ、園児や詠美の救助に現れた柴田たちやヘミングウェイの行く手を遮ろうとし、園児や詠美が監禁されている蔵に近づいたヘミングウェイにナイフで襲い掛かった際、それを庇おうとした古市の背中を刺し、彼女を刺殺してしまう。その後、佐々木捜査一課長が動員した警官隊に制圧され連行されるが、警察車両の中で口の中に忍ばせていた毒物入りのカプセルを噛み砕き自決する。

大学職員
演 - 諌山幸治（ep,4）
上越工科大学の職員。大学に後宮のことを調べにきた詠美に、後宮の親族の意向で彼の研究資料は全て引き払われ、廃棄されたことを教える。また、古郡のことを尋ねられると、大学にはそのような人物が在籍していた記録は過去を遡っても確認できないと伝える。
女子大生と思わしき女性
演 - 崎本詩織
上越工科大学の構内にいた女子大生と思わしき女性。後宮や古郡のことを調べに大学を訪れていた詠美が中庭のベンチで橋に電話をする傍らでメロンパンを食べだし、赤い文字で「これ以上首を突っ込むな」「世の中に開いてはいけないノートがある」と殴り書きされた「後宮ゼミ」と表紙に表記されたノートを残し姿を消す。
タクシー運転手
演 - 荒川浩平
乗客の古郡に目的地に到着したことを告げるが、車内から路上に倒れんだ彼がナイフで刺殺されているのを確認し、驚愕する。

#### ep,4
宇田川京一
演 - 大堀こういち（ep,5・ep,6）
「しあわせの鐘の家」顧問弁護士。ヘミングウェイが新潟県警から捜査協力の名の下、本部に任意で呼びだされると彼に同行し、常識の範囲で接するよう県警に釘を刺す。
柴田たちが「しあわせの鐘の家」に「すみれの幼稚園」の誘拐された園児たちが監禁されていないか令状なしでガサ入れした際は  彼らに抗議するが、ローゼン岸本が「捜索が甘い」と幼稚園の送迎バスが埋められている場所を明かされ驚愕する。
大澤
演 - 尾花かんじ
新潟県警本部長。女児失踪事件の件で県警本部を訪れたヘミングウェイを出迎える。
長田
演 - 城戸光晴
新潟県警刑事部長。本部長とともに県警本部を訪れたヘミングウェイを出迎える。
桜庭詠子
演 - 枝元萌
「すみれの幼稚園」の園長。13名の園児を乗せた送迎バスが行方不明となり、園に駆け付けた保護者たちに対応する。ヘミングウェイの予知により、園の砂場にバス運転手の山田が埋められていることをテレビ中継で目撃し、卒倒する。その後、古市の邸宅から園児たちが保護されると、現地に園児たちを迎えに現れる。
山田幸作〈53〉
演 - 白仁裕介（ep,5・ep,8）
「すみれの幼稚園」の送迎バス運転手。勤続30年で園児からも慕われている。送迎バスとともに、彼も行方不明となっていたが、遺体が園の砂場の中から発見される。検死の結果、筋弛緩剤を注射され、砂場に生き埋めにされ窒息死で死亡したことが判明する。
実はローゼンの一族の一員で、｢始まりの鐘｣を鳴らす「使徒」である園児たちを監視しており、「しあわせの鐘の家」の敷地内にある秘密の礼拝スペースに設置されたモニュメントに園児たちが足形を取られると、一族としての役目を終え、生きる理由がなくなったことから筋弛緩剤を注射して自ら砂場に埋まり、送迎バスを埋めるための時間稼ぎをしていたことがローゼンにより語られる。

園児の保護者たち
演 - 島田桃依、倉沢学、二木咲子、千葉誠太郎
「すみれの幼稚園」の園児の保護者たち。園児が行方不明となり、幼稚園に駆け付け、ヘミングウェイの予知能力で園児を探してもらおうと訴える。
山田に変装した男
演 - 森下亮（ep,5）
古市の邸宅に現れた「すみれの幼稚園」の送迎バス運転手・山田に変装した男。古市との会話から「すみれの幼稚園」の園児13名を誘拐した実行犯であることが示唆され、古市から「役割が終わったわね」と言われるとうなずいて古市邸を去る。その日の夜、着用していたバス運転手の制服を火にくべて焼却し、下着姿で「先に行ってお持ちします、預言者様」と呟きながら両手をクロスさせて断崖絶壁から海に身を投じる。

#### ep,5
教師
演 - 紺野ふくた
浦野高校の教師。ヘミングウェイが瞑想しているSNSの動画を生徒から見せられた途端、無言で黒板に自ら後頭部を何度も強く叩きつけ流血し、目や鼻からも流血しながらその場に崩れ落ちる。
野崎慎太郎〈26〉
演 - 中山優輝
勤務先でヘミングウェイが瞑想しているSNSの動画を視聴するとそのまま世田谷区のトラバースタワーの屋上に移動し、警察官の制止を振り切り、「空を飛ぶ」と言って傘を開きビルの屋上から飛び降り、死亡する。
制服警官
演 - 林和義
ビルから飛び降りようとする野崎を制止しようと説得を試みる。
中村
演 - 遠山悠介
公安の刑事。木村に代わり、望月とコンビを組んで古市邸の監視を行っていたが、上層部からの命令で程なく内偵捜査から撤退する。
書生
演 - kaito
古市の邸宅に現れた金髪で袴姿の男。古市の邸宅に詠美を救出に来た柴田たちの行く手を遮ろうとする。その後、佐々木捜査一課長が動員した警官隊に制圧され連行されるが、警察車両の中で口の中に忍ばせていた毒物入りのカプセルを噛み砕き自決する。
「すみれの幼稚園」の園児たち
演 - 有山実俊、前田琉碧、和田葵
幼稚園の送迎バスから拉致、誘拐され、「しあわせの鐘の家」の敷地内にある秘密の礼拝スペースに設置されたモニュメントに足形を取られると都内の古市邸の蔵に監禁されていたが、ヘミングウェイや新潟県警に救出される。
ローゼンによると誘拐された園児たちは｢始まりの鐘｣を鳴らす「14人の使徒」のうちの13人で、未来を託す存在であり、全国の病院の新生児の「遺伝子」から使徒の能力を持つ子供を探りだし、親に気づかれないよう会社や実家、友人関係を動かして「すみれの幼稚園」に集められていた。
柴田ひかり
演 - 志水心音（ep,6）
柴田の娘。12年前に柴田と公園で遊んでいた際、柴田が目を離したわずかなスキに忽然と姿を消し、行方不明となっている。

#### ep,6
佐瀬康之
演 - 木下政治
新潟学院大学心理学部 教授。詠美の依頼に応じヘミングウェイが瞑想する動画を分析し、動画自体にサブリミナル効果などの細工はないが、 ｢この映像を見ると何かが起こるらしい｣と先入観を持って視聴した人物はある種の暗示にかかり、予知を行うヘミングウェイのような影響力のある人物の発言により集団催眠にかかると結論を出す。

宮部一馬
演 - キンタカオ（ep,7）
第100代内閣総理大臣。ローゼン岸本を訪ねて「しあわせの鐘の家」を極秘に訪問した際、柴田がローゼンを県警に連行しようとしている場面に出くわし、警察庁長官に圧力をかけさせ柴田を妨害する。
若者に人気のあるヘミングウェイを総理官邸に招き公開討論することで人気取りを行い、低迷する内閣支持率を回復しようとする。公開討論の場でヘミングウェイから「総理にとって一番の問題は、この先の日本にとって全く役に立たないことです」と言われても平静を取り繕っていたが、「あなたはもう死ぬんです」と予言されると激高し、ヘミングウェイをペテン師呼ばわりしてSPに彼を連れ出させるも、ヘミングウェイが両目を閉じ祈りのポーズをとった直後に会場のシャンデリアが落下して後頭部を直撃し、搬送先の病院で死亡が確認される。
かつて新潟で起こった詠美の父が逮捕された県道拡張工事に絡んだ収賄事件で嫌疑を持たれた自公党の平塚幹事長を糾弾していたが、実は彼こそが収賄事件の真の黒幕であったことが橋の取材によって突き止められている。
鈴木千弥
演 - 両角周
宮部総理の側近。「しあわせの鐘の家」を極秘訪問した総理に同行し、ローゼン岸本を連行しようとする柴田に圧力をかけるため警察庁の今泉長官に電話し、宮部総理に取り次ぐ。
浦野の漁村の高齢女性
演 - 勝倉けい子
浦野海岸近隣の住民。詠美の取材に答え、過去に浦野海岸にヘミングウェイと同じ柄のタトゥーが足首にある男性の水死体が何体も流れ着いていたことを教える。
薫
演 - 西冨あさ希
雲行寺に家族と墓参りに来た幼女。行方不明となり家族が寺の敷地内を探し回ると、「嘴屋」のまんじゅうをほおばりながら家族の前に姿を現す。
薫の兄
演 - 吉田奏佑
雲行寺で行方不明になった妹の薫を家族とともに探し回る。
奥田透
演 - 伊達暁（最終回）
新潟北陸新聞政治部 記者。総理官邸で開かれた宮部総理とヘミングウェイとの公開討論会に詠美や橋とともに取材に訪れる。
内館ひろ子
演 - しゅはまはるみ
内閣広報官。総理官邸で開かれた宮部総理とヘミングウェイとの公開討論会の司会進行を行う。

#### ep,7
藤沼恵美子
演 - 峯村リエ（ep,8）
外務大臣。新潟選挙区選出。宮部総理の事故死に伴い、第一位指名継承者として総理大臣臨時代理に任命される。
総理代理に就任後、ローゼンからの依頼で某国の工作船の生き残りである工作員の行方を追う。
立松哲治
演 - 加門良
藤沼恵美子の私設秘書官。宮部総理が事故死する数週間前、料亭で藤沼の後援会に献金してもらえるということからローゼン岸本と密会しており、その際、宮部総理が近く急死することを教えられている。
佐々木一恵〈8〉
演 - 渋谷南那（ep,8）
新潟県警・佐々木捜査一課長の娘。南滝山小学校2年3組。下校時に自宅近くで友達と別れた後に行方不明となり、捜査の結果、左足を引きずりながら歩く制服警官に変装した人物に誘拐された可能性が浮上したことから、後日、公開捜査が行われることになる。
ヘミングウェイの助言をもとに柴田が関川進の逮捕後に和菓子店「嘴屋」をもう一度捜索すると、店の奥に監禁されていたのを発見され、無事保護される。
佐々木百合絵
演 - 嶋村友美
一恵の母。娘が誘拐されてしまい悲しみに打ちひしがれ涙する。
村越大作
演 - 八十田勇一
南滝山小学 校長。一恵が誘拐されたことから柴田たちの聞き込み捜査を受け、誘拐への安全対策として集団下校、帰宅後は担任にそのことをメールで通知する規則を作っていたことを説明する。
三浦佳代
演 - 秋月三佳
南滝山小学校2年3組のクラス担任。家庭の事情などで必ずしも誘拐への安全対策が徹底されていたわけではないと柴田たちの聞き込み捜査に答える。
吉田由美、諸星楓、野上もえ
演 - 野澤しおり、太田結乃、松竹結愛
一恵へと集団下校した3人のクラスメイトたち。柴田たちの聞き込み捜査に答え、一恵の父が警官であることを生徒たちは皆知っており、下校時に線路沿いで制服警官が一恵に向かって敬礼していたことを教える。
矢島
演 - 玉木惣一郎
新潟北陸新聞の詠美の同僚。橋が急遽新聞社を退職したことや、佐々木捜査一課長の娘が誘拐されたが、報道協定が解除され公開捜査に切り替わったことを詠美に教える。
窪田
演 - 石川啓大
新潟北陸新聞の詠美の同僚。佐々木捜査一課長の娘が誘拐されたが、警察の家族であるからといって配慮せず報道してほしいと通達されていることを詠美に教える。

#### ep,8
稲葉一成
演 - 朝倉伸二
新潟理科大学の職員。ヘミングウェイが描いた鳥の絵が何の鳥か教えてほしいと詠美から依頼され、長い鎌形の嘴や脚の短さから朱鷺ではないかと分析し、佐渡島で見ることができると教える。
関川ふみ
演 - 根岸季衣
和菓子店「嘴屋」の女将。詠美がタクシーで店の横を通りかかった際、店の看板の鳥の図柄がヘミングウェイが描いた鳥の絵の構図と似ていたことから、店に立ち寄られる。
その後の息子・進が逮捕された後に柴田が再び店の奥を捜査し、佐々木一恵が監禁されていたのが発見されると姿を消すが、街中を左足を引きずりながら歩いているところを柴田に呼び止められ、佐々木一恵が誘拐された時刻のアリバイを確認されると振り返り、赤い口紅を唇から大きくはみ出すように引いた白塗りの顔を覗かせ「私って、きれい?」と言いながら柴田の腹に包丁を根元まで一刺しする。
関川進
演 - 阿部亮平
「嘴屋」の女将の息子。女児のランドセルや体操着、スクール水着などの色情盗での前科がある。小学生の頃スキーで複雑骨折をした後遺症で右足を引きずりながら歩く。
柴田の捜査により公園の池の中から遺体で発見された市川妙子の殺害に関与している可能性が高いことを突き止められ、店の奥から妙子が失踪時に着用していたのと同じカチューシャが発見されたことから女児誘拐の容疑で逮捕される。但し、市川妙子の女児失踪事件以外はアリバイがあり、他の事件はシリアルキラーの犯行であると判断される。
加奈子
演 - 小山紗愛
「嘴屋」に預けられていた関川家の知り合いの女児。詠美の通報から柴田たちが「嘴屋」を捜査した際、ゴキブリが出たので悲鳴を上げ、市川妙子もゴキブリが嫌いだったと答えたことから、関川進が市川妙子の誘拐・殺害に関与していたことが発覚するきっかけを与える。
小笠原修
演 - 近江谷太朗
国家公安院長。某国の工作船の生き残りを探すのに藤沼首相代理がヘミングウェイのオカルトの力を借りようとすることを馬鹿馬鹿しいと責め立てる。
今泉茂
演 - 俵木藤汰
警察庁長官。藤沼首相代理の命令で新潟沖で発見された某国の工作船の生き残りである工作員の行方を追う。
内山颯太
演 - 筒井巧
外務省アジア大洋州局長。某国の工作船の生き残りの工作員の行方を追うため、外交ルートを駆使して工作員がどのような背格好、年齢、性別の人物であるのかを調査する。
工作員
演 - 時任勇気
新潟沖で発見された座礁した某国の工作船の生き残り。日本国内に潜伏中で、コインランドリーの利用客を装い、後から来店した女性客が洗濯機に入れていった起爆装置を回収し、カプセルホテルの寝室内でその装置を爆弾と組み合わせる。

## スタッフ
- 企画・原作 - 秋元康
- 脚本 - 秋元康、神田優、ブラジリィー・アン・山田
- 音楽 - 菅野祐悟
- 主題歌 - Novelbright「優しさの剣」（ユニバーサルシグマ/ZEST）[8]
- 挿入歌 - 中島美嘉「知りたいこと、知りたくないこと」（ソニーミュージックレーベルズ）[9]
- 警察監修 - 石坂隆昌
- 医療監修 - 中澤暁雄
- 医療指導 - 植野永子
- 心理分析監修 - 越智啓太
- 取材協力 - 椎谷哲夫
- ロシア語指導 - アメリアリプコ
- 方言指導 - 山﨑日菜
- プロデューサー - 飯田サヤカ（テレビ朝日）、菊池誠（アズバーズ）、岡美鶴（アズバーズ）
- 演出 - 本橋圭太（アズバーズ）、山本大輔（アズバーズ）、松本喜代美（アズバーズ）
- 演出助手 - 永井寿之、稲垣幸多
- 演出見習い - 長澤柚希
- ゼネラルプロデューサー - 横地郁英（テレビ朝日）
- 制作協力 - アズバーズ
- 制作著作 - テレビ朝日

## 放送日程
| Season  | 放送回                                                       | 放送日  | 脚本                            | 演出       |
| ------- | ------------------------------------------------------------ | ------- | ------------------------------- | ---------- |
| Season1 | ep,1                                                         | 7月23日 | 秋元康 神田優                   | 本橋圭太   |
| Season1 | ep,2                                                         | 7月30日 | 秋元康 神田優                   | 本橋圭太   |
| Season1 | ep,3                                                         | 8月13日 | 秋元康 ブラジリィー・アン・山田 | 山本大輔   |
| Season1 | ep,4                                                         | 8月20日 | 秋元康 ブラジリィー・アン・山田 | 山本大輔   |
| Season1 | ep,5                                                         | 8月27日 | 秋元康 神田優                   | 本橋圭太   |
| Season1 | ep,6                                                         | 9月03日 | 秋元康 神田優                   | 松本喜代美 |
| Season1 | ep,7                                                         | 9月10日 | 秋元康 神田優                   | 山本大輔   |
| Season1 | ep,8                                                         | 9月17日 | 秋元康 神田優                   | 本橋圭太   |
| Season1 | 最終回                                                       | 9月24日 | 秋元康 神田優                   | 本橋圭太   |
|         | （視聴率はビデオリサーチ調べ、関東地区・世帯・リアルタイム） |         |                                 |            |

- 8月6日は23:00 - 翌2:00に『東京五輪プレミアム』を放送のため、休止。
- ep,4は23:10 - 23:40に『熱闘甲子園』を放送のため、30分繰り下げ（23:45 - 翌0:45）[注釈 10]。
- ep,5、ep,6は23:10 - 23:15に『東京パラリンピック みどころ』を放送のため、5分繰り下げ（23:20 - 翌 0:20）。